# Антоніо Гонсалес (губернатор)
Антоніо Гонсалес (ісп. Antonio González; 1535-1601) — іспанський правник і колоніальний чиновник, президент Королівської авдієнсії Гватемали й Санта-Фе-де-Боготи, генерал-губернатор Нового Королівства Гранада (сучасна Колумбія) наприкінці XVI століття.

## Біографія
Народився в Кастилії, вивчився на юриста, здобувши ступінь доктора права. Був членом Ради Індій.
Королівським указом від 31 травня 1568 року був призначений на пост президента Королівської авдієнсії й капітан-генерала Гватемали, після чого вирушив до Америки.
3 січня 1570 року Гонсалес прибув до Гватемали й 3 березня того ж року відновив місцеву Королівську авдієнсію, що не мала керівника. Окрім того він відновив королівське представництво в провінції Гондурас, призначивши на пост губернатора Хуана де Сото Пачона. На посаді президента авдієнсії в Гватемалі Гонсалес перебував до 26 січня 1573 року. Того ж року пост президента Королівської авдієнсії Чаркаса зайняв Лопе Діес де Окс-і-Армендаріс Кастрехон, якого 1578 року замінив Антоніо Гонсалес, вже як губернатор провінції Чаркас. Той пост він займав до 1580 року.
30 березня 1590 року Гонсалес прибув до Картахени в якості генерал-губернатора Нового Королівства Гранада. В Боготі він зайняв резиденцію свого попередника Франсіско Гільєна Чапарро. Вступивши на посаду, Антоніо Гонсалес зайнявся наповненням королівської скарбниці: передусім він запровадив виконання королівського указу щодо перегляду надання земель і титулів місцевому дворянству (за збереження своїх статків і титулів вони мали сплатити певну компенсацію). Окрім того, Гонсалес призначив представників у поселення індіанців, які почали збирати податки з місцевого населення. Через брак рабів у копальнях Марікіти Гонсалес почав замінювати їх на індіанців, які проживали в горах.
Вийшов у відставку 1597 року, після чого повернувся до Іспанії, де знову отримав місце в Раді Індій. Помер у Вальядоліді 1601 року.